# Tela O’Donnell
Tela O’Donnell (ur. 16 czerwca 1982) – amerykańska zapaśniczka, uczestniczka Igrzysk w Atenach w 2004. Szóste miejsce w kategorii do 55 kg. Drugie miejsce w Pucharze Świata w 2004 roku. Narodowy Mistrz USA w 2003 roku.